# Ford Fiesta S2000
De Ford Fiesta S2000 (of Super 2000) is een rally-wagen van de Amerikaanse automobielconstructeur Ford. De S2000 is gebaseerd op de Ford Fiesta en werd mede ontworpen door M-Sport. De wagen maakte zijn debuut tijdens de Rally van Monte Carlo 2010.

## SWRC-overwinningen
| Nr. | Evenement               | Seizoen | Piloot         | Co-piloot     |
| --- | ----------------------- | ------- | -------------- | ------------- |
| 1   | Rally van Mexico        | 2010    | Xavier Pons    | Alex Haro     |
| 2   | Rally van Jordanië      | 2010    | Xavier Pons    | Alex Haro     |
| 3   | Rally van Nieuw-Zeeland | 2010    | Jari Ketomaa   | Mika Stenberg |
| 4   | Rally van Portugal      | 2010    | Jari Ketomaa   | Mika Stenberg |
| 5   | Rally van Japan         | 2010    | Jari Ketomaa   | Mika Stenberg |
| 6   | Rally van Mexico        | 2011    | Martin Prokop  | Jan Tománek   |
| 7   | Rally van Jordanië      | 2011    | Bernardo Sousa | António Costa |
| 8   | Rally van Sardinië      | 2011    | Ott Tänak      | Kuldar Sikk   |
| 9   | Rally van Duitsland     | 2011    | Ott Tänak      | Kuldar Sikk   |

## IRC-overwinningen
| Nr. | Evenement             | Seizoen | Piloot            | Co-piloot            |
| --- | --------------------- | ------- | ----------------- | -------------------- |
| 1   | Rally van Monte Carlo | 2010    | Mikko Hirvonen    | Jarmo Lehtinen       |
| 2   | Rally van Cyprus      | 2010    | Nasser Al-Attiyah | Giovanni Bernacchini |